# 腦疝
脑疝（英語：Brain herniation）是顱內壓過高的併發症，可能致死。此時大脑的一部分挤过颅骨内的结构；大脑可以擠過大腦鐮、小腦天幕，甚至大孔（顱骨底部的孔，脊髓由此通過）。腦疝可能因素很多，這些因素（例如頭部外傷、顱內出血、腦瘤）导致腫塊效應，使颅内压（ICP）升高。
顱內壓未升高也有可能出現腦疝。如果腫塊（如顱內血腫）發生在脑隔室的边界，造成局部壓力增加導致腦疝，但壓力並不會傳到腦部其他地方，監測的顱內壓並不會升高。
腦疝對於腦部施加很大的壓力，足以阻斷對腦部的血流，常會致命。治療時常要採取重大措施以降低腦壓，例如移除血塊或減壓手術。 

## 体征和症状
脑疝病人经常表现出异常的姿势，顯示有嚴重腦傷。患者的意识狀態變差，昏迷指數为3到5分。一个或两个瞳孔可能会扩张，无法对光做出反應收缩。由于延髓的呕吐中樞受压，病人可能呕吐。 

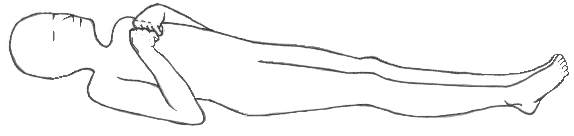
脑疝病人可呈现“去皮质姿势”：肘部，手腕和手指弯曲，腿伸展并内旋

## 原因
- 脑水肿
- 血肿
- 中風
- 腫瘤
- 感染

## 诊断

### 分类

图示脑疝六种类型

小脑幕（cerebellar tentorium）又称小脑天幕、天幕，是硬脑膜的延伸，也是小脑与大脑的分界。腦疝主要分为两类：天幕上和天幕下。天幕上腦疝意指正常時位於天幕上的構造是通常在天幕陷凹（tentorial notch）疝出，天幕下腦疝指的是通常在天幕陷凹以下的構造疝出。
- 天幕上腦疝

1. 鉤回腦疝（uncal）
2. 中央腦疝（central）
3. 扣带腦疝（cingulate）
4. 經颅盖（transcalvarial）
5. 中腦腦疝

- 天幕下腦疝

1. 经小脑幕向上（小脑向上）
2. 小腦扁桃体（小脑向下）

#### 鉤回腦疝
這是跨天幕腦疝的常见亚型；颞叶的最内侧部分（钩回）受壓而向天幕移動，施壓於腦幹（尤其是中腦）的疝出。组织可能由大脑皮質剝離（稱為「去皮質（decortication）」。
鉤回壓迫动眼神经時會影响患側眼睛的副交感神經輸入，導致患側瞳孔擴張，以光照射時瞳孔無法收縮。瞳孔扩张常常比動眼神經受壓導致運動功能受損（稱為動眼神經麻痺）還早發生。動眼神經麻痺時，動眼肌僅剩外直肌（由外展神经支配）和上斜肌（由滑车神经支配），因此眼睛會朝外朝下偏移。   
患侧后大脑动脉受压，將导致患侧初級視覺皮質缺血，以及雙眼对侧视野缺损。   
随着压力的升高和腦疝惡化，中脑和脑桥的中部和中部旁區会导致脑干变形以及腦实质内小血管撕裂，造成線形或火焰状出血。脑干受破壞导致病人呈現「去皮質姿势」，呼吸中枢受压迫，導致死亡。其他可能現象包括嗜睡，心搏過緩和瞳孔放大。

## 治疗
治疗包括切除病因和开颅减压手術。脑疝可导致严重的残疾或死亡。实际上，当在電腦斷層扫描上可见腦疝时，神经功能已經很難有有意义的恢复了。患者可能会在与造成壓力的腦病变之同側瘫痪，也可能因腦疝引起的大脑损伤導致病变对侧瘫痪。对中脑的损害（包含控制意识的网状結構）将导致昏迷。延髓心脏呼吸中樞發生損傷将导致呼吸停止和心搏停止。  